# 福迫尚一郎
福迫 尚一郎（ふくさこ しょういちろう、1937年（昭和12年）11月 - ）は、日本の工学者。工学博士（北海道大学）。専門は熱工学。北海道大学名誉教授・札幌市元助役・学校法人北海道尚志学園専務理事。鹿児島県出身。

## 略歴
- 1960年（昭和35年） 北海道大学工学部鉱山工学科卒業。
- 1965年（昭和40年） 北海道大学工学部機械工学科卒業。
- 1970年（昭和45年） 北海道大学大学院工学研究科博士課程修了
- 同年 北海道大学工学部専任講師
- 1971年（昭和46年） 同工学部助教授
- 1986年（昭和61年） 同工学部教授
- 1998年（平成10年） 同大学院工学研究科長、日本熱物性学会会長
- 2000年（平成13年） 日本伝熱学会会長
- 2001年（平成13年） 北海道大学退官。同名誉教授。札幌市助役
- 2003年（平成15年） 札幌市助役を退官
- 同年 北海道工業大学工学部教授。学校法人北海道尚志学園常務理事
- 2007年（平成19年） 北海道工業大学退職。学校法人北海道尚志学園専務理事に就任
- 2016年（平成28年）3月 札幌市社会福祉協議会会長[1][2]
- 2016年（平成28年）11月 瑞宝中綬章受章[3]

## エピソード
同じ北大卒の桂信雄市長に請われ助役に就任。桂市長勇退とともに助役を退任

## 研究
凍結・融解に伴う熱伝導問題を研究

## 主要著書
- 関信弘編『伝熱工学』（共同執筆, 森北出版 , 1988年）
- 関信弘編『冷凍空調工学』（共同執筆, 森北出版 , 1990年）
- 稲葉英男と共著『低温環境下の伝熱現象とその応用』（養賢堂 , 1996年）